# Nijl (staat)
Nijl (Arabisch: An Nīl; Engels: River Nile;) is een van de 18 staten van Soedan en ligt in het noordoosten van dat land. De staat heeft een oppervlakte van meer dan 122.000 vierkante kilometer. In 2000 werd het inwonersaantal op zo'n 900.000 geschat. De hoofdstad is Ad-Damir. Net ten noorden van de hoofdstad ligt Atbarah, een belangrijk spoorwegknooppunt.

## Grenzen
De staat grenst aan één buurland van Soedan:
- Het gouvernement Rode Zee (Al Bahr al Ahmar) van Egypte in het noorden.

Andere grenzen heeft Nahr-an-Nil met vier andere staten:
- Rode Zee ten oosten.
- Kassala ten zuidoosten.
- Khartoem met 's lands hoofdstad Khartoem ten zuidwesten.
- En Ash-Shamaliyah ten westen.

Al-Jazirah · Al-Qadarif · Ash-Shamaliyah · Blauwe Nijl · Centraal-Darfoer  · Kassala · Khartoem · Noord-Darfoer · Noord-Kordofan · Oost-Darfoer · Nijl · Rode Zee · Sennar · West-Darfoer · West-Kordofan · Witte Nijl · Zuid-Darfoer · Zuid-Kordofan